# Bubnics Mihály
Bubnics Mihály (szlovákul: Michal Bubnič) (Borostyánkő, 1877. május 22. – Rozsnyó, 1945. február 22.) rozsnyói püspök.

## Pályafutása
Édesapja ácsmester volt. Elemi iskoláit Borostyánkőn és Somorján, gimnáziumi tanulmányait Szentgyörgyön, Pozsonyban és Esztergomban, a teológiát Esztergomban végezte. A szemináriumban elérte, hogy szlovák nyelven is lehessen gyakorló prédikációkat tartani. 1900. június 22-én szentelték pappá Szentgyörgyön. Anyanyelve mellett magyarul is kiválóan, irodalmi szinten beszélt, nevét magyarosan is írta.

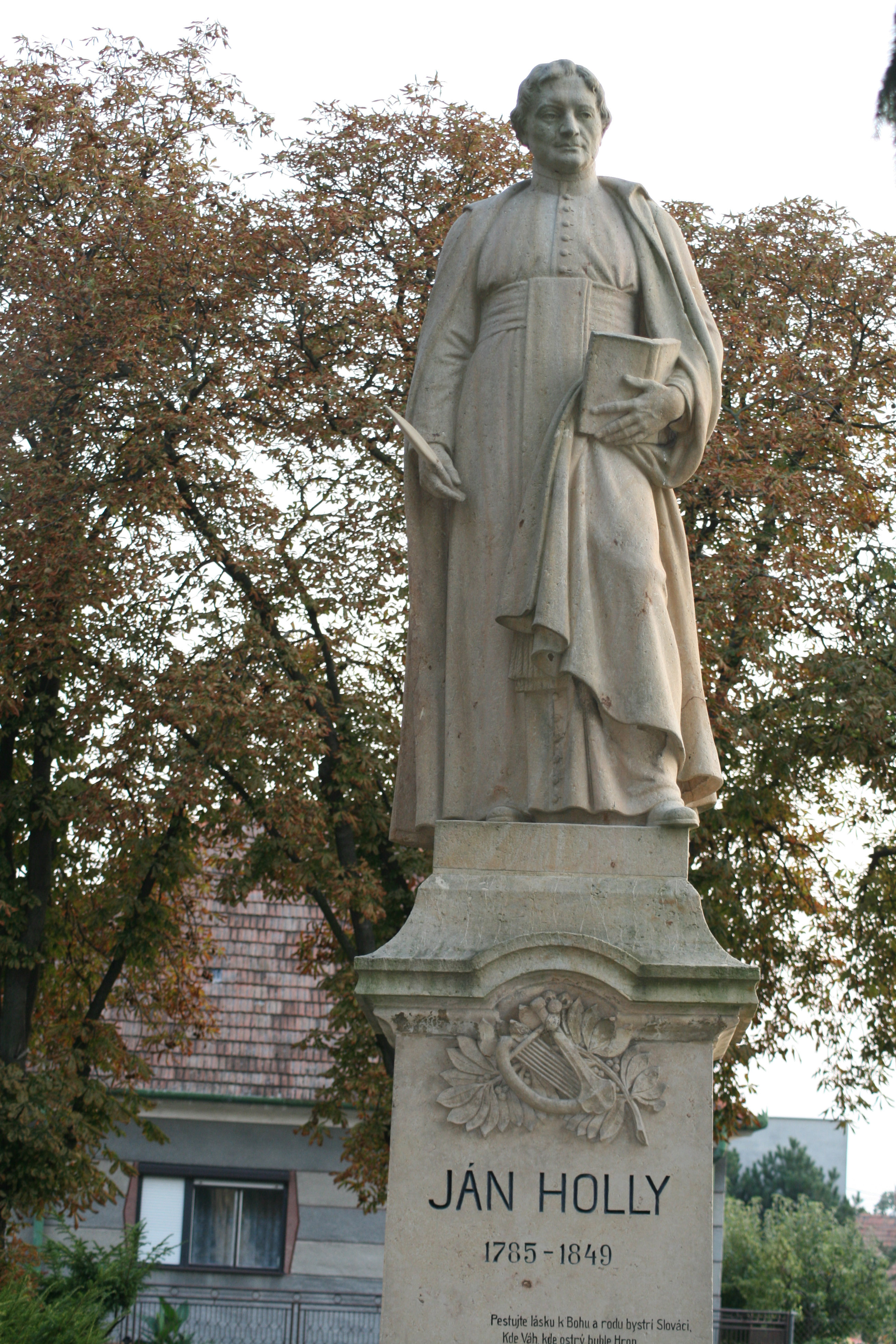
Ján Hollý szobra Vágmedencén

1900 és 1902 között Szentgyörgyön, majd 1908-ig Pöstyénben működött mint káplán. A világi hivatalok bevonásával népnevelő előadásokat szervezett, illetve szövetkezet alapításával segítette a helység anyagi talpra állását. 1908-ban Vágmedencére helyezték, ahol előbb adminisztrátor volt, majd plébános 1923-ig.
Elérte, hogy 13 éven át nem volt per a községben. Hitelintézetet alapított, iskolát és tanítói lakásokat, szövetkezeti házat építtetett, valamint szobrot emelt plébános elődjének, Ján Hollý papköltőnek. Az általa írt passiójátékokat nyári vasárnapokon adták elő, több mint száz alkalommal. 1919-ben ifjúsági egyesületet szervezett (Slovenská omladina) szlovák, német és magyar tagozattal, melynek 20 000 magyar fiatal is tagja lett. 1923 végén került Nagytapolcsányba mint esperes; itt is kultúrházat, népiskolát alapított. Ekkor nevezték ki pápai kamarássá.

### Püspöki pályafutása
A pápa 1925 október 31-én szcilliumi címzetes püspökké és a rozsnyói egyházmegye apostoli adminisztrátorává nevezte ki, a magyar és a csehszlovák kormány előzetes beleegyezése nélkül. 1925. december 8-án szentelte püspökké a pozsonyi Szent Márton-dómban Marián Blaha besztercebányai püspök, Csárszky József kassai és Jantausch Pál nagyszombati segédpüspök segédletével. Székét december 15-én foglalta el.
A magyar főiskolások Prohászka-köreit bekapcsolta az Actio Catholicába. A pápa megbízta az 1938-as budapesti Eucharisztikus világkongresszus szlovák szervezetének vezetésével. A Rozsnyói egyházmegyét 1928-ban feloszlatni, székhelyét pedig a fővárosba, Pozsonyba áthelyezni szándékozó csehszlovák kormány Marián Blaha és Karol Kmeťko pártolásával bizottságot küldött Rómába, de Bubnics – Csárszky József és Vojtassák János segítségével – meg tudta ezt akadályozni.
Miután Rozsnyó a bécsi döntéssel visszatért Magyarországhoz, 1939. július 19-én XII. Piusz pápa az egyházmegyét újra az egri érsekség alá rendelte, Bubnicsot pedig kinevezte rozsnyói megyés püspökké. Ez év október 1-jén iktatták be. Elérte, hogy a szlovák katolikus ifjúsági szövetség a KALOT keretében Magyarországon is tovább működhessen. Tagja volt a magyar országgyűlés felsőházának.
1945. január 9-én a püspöki palotát megszálló partizánok megkínozták, és bár később elengedték, a kórházban belehalt sérüléseibe. A pozsonyborostyánkői családi sírboltban helyezték örök nyugalomra.

## Művei
- Magyar politikai és közigazgatási compass 1919–1939. Budapest, 1939[4]
- Dvanásťročný Ježiš (A tizenkét éves Jézus), színmű[5]
- Pašie (Passió), színmű[5]